# Campionato armeno di calcio a 5 2005-2006
Il Campionato armeno di calcio a 5 2005-2006 è stato l'ottavo campionato di calcio a 5 dell'Armenia, patrocinato dalla Federazione calcistica dell'Armenia. Il campionato ha visto la prima vittoria dell'Adana Yerevan.

## Classifica finale
| Pos. | Squadra             | Pt | PG | PV | PN | PP | GF  | GS  |
| ---- | ------------------- | -- | -- | -- | -- | -- | --- | --- |
| 1    | Adana Yerevan       | 47 | 20 | 15 | 2  | 3  | 222 | 84  |
| 2    | Politekhnik Yerevan | 36 | 20 | 11 | 3  | 6  | 179 | 112 |
| 3    | Tsalkut Vanadzor    | 34 | 20 | 11 | 1  | 8  | 159 | 121 |
| 4    | Tal Grig Yerevan    | 33 | 20 | 10 | 3  | 7  | 134 | 85  |
| 5    | Gyumri              | 25 | 20 | 8  | 1  | 11 | 170 | 193 |
| 6    | Amik Yerevan        | 0  | 20 | 0  | 0  | 20 | 69  | 338 |